# Catania Beach Soccer 2009
Questa voce raccoglie le informazioni riguardanti il Catania Beach Soccer nelle competizioni ufficiali della stagione 2009.

## Stagione
In questa stagione il Catania Beach Soccer si classifica ottava in campionato, vince nuovamente per la terza volta la Supercoppa di Lega mentre in Coppa Italia arriva alle semifinali.

## Rosa
in corsivo giocatori che hanno lasciato la squadra dopo una competizione.
| N. |                     | Ruolo | Calciatore                   |
| -- | ------------------- | ----- | ---------------------------- |
| 1  | Italia (bandiera)   | P     | Davide Bua                   |
| 22 | Italia (bandiera)   | P     | Danilo Di Giacomo            |
| 12 | Italia (bandiera)   | P     | Salvatore Vitale             |
| 6  | Italia (bandiera)   | D     | Giuseppe Platania (capitano) |
| 3  | Italia (bandiera)   | D     | Giuseppe Fazio               |
|    | Svizzera (bandiera) | D     | Jaggy Moritz                 |
| 9  | Italia (bandiera)   | C     | Daniele Bosco                |

| N. |                     | Ruolo | Calciatore            |
| -- | ------------------- | ----- | --------------------- |
| 10 | Italia (bandiera)   | C     | Giuseppe Condorelli   |
| 20 | Italia (bandiera)   | C     | Raffaele Miceli       |
| 7  | Italia (bandiera)   | C     | Sebastiano Tedeschi   |
| 5  | Brasile (bandiera)  | A     | Juninho               |
| 23 | Brasile (bandiera)  | A     | Eduardo Alves "Mosca" |
| 13 | Svizzera (bandiera) | A     | Dejan Stankovic       |